# Rundfunkorchester Hamburg
Das Rundfunkorchester Hamburg bzw. Hamburger Rundfunkorchester (auch „Orchester des Hamburger Rundfunks“) war von 1946 bis 1955 ein Rundfunkorchester des NWDR, und von 1956 bis 1964 des NDR.
Geschichte
Die Hamburger Rundfunkstation war 1924 von dem Rundfunkpionier Hans Bodenstedt gegründet worden, der den Dirigenten und Pianisten Adolf Secker mit dem Aufbau eines Klangkörpers, der für alle Rundfunkzwecke eingesetzt werden sollte, für den Nordischen Rundfunk AG (NORAG), beauftragte. Ab 1928 leitete José Eibenschütz (1872–1952), der 1933 den Bereich „Konzert“ abgeben musste, das NORAG-Rundfunkorchester als GMD.
Nachdem die NORAG 1933 in Norddeutsche Rundfunk GmbH umbenannt und 1934 zum Reichssender Hamburg geworden war, firmierte das Orchester, das zu einem wichtigen Hilfsmittel der nationalsozialistischen Propaganda wurde, ab Januar 1934 unter dem Namen „Großes Rundfunkorchester des Reichssenders Hamburg“. Das „Große Rundfunkorchester des Reichssenders Hamburg“ entstand dabei durch Zusammenlegung der NORAG-eigenen Orchesterformationen und Teilen der damaligen Tanzkapelle des Senders mit dem Philharmonischen Orchester Hamburg, welches die Orchesterdienste übernahm.
Neugründung
Nach dem Ende des Zweiten Weltkriegs wurden die Orchester des neugegründeten Radio Hamburg und dem ab Herbst 1945 folgenden NWDR Hamburg neu geordnet. Mit der Neustrukturierung betraute die britische Besatzungsbehörde, vertreten durch die für den Musikbereich zuständigen Militäroffiziere Jack Bornoff und Howard Hartog, den Dirigenten Hans Schmidt-Isserstedt. Dieser vereinte die verstreuten und sich teilweise noch in Kriegsgefangenenlagern befindlichen früheren Mitglieder des „Großen Rundfunkorchesters des Reichssenders Hamburg“ und des aufgelösten Bruckner-Orchesters Linz, die fortan den Grundstock des Rundfunkorchesters Hamburg bildeten.

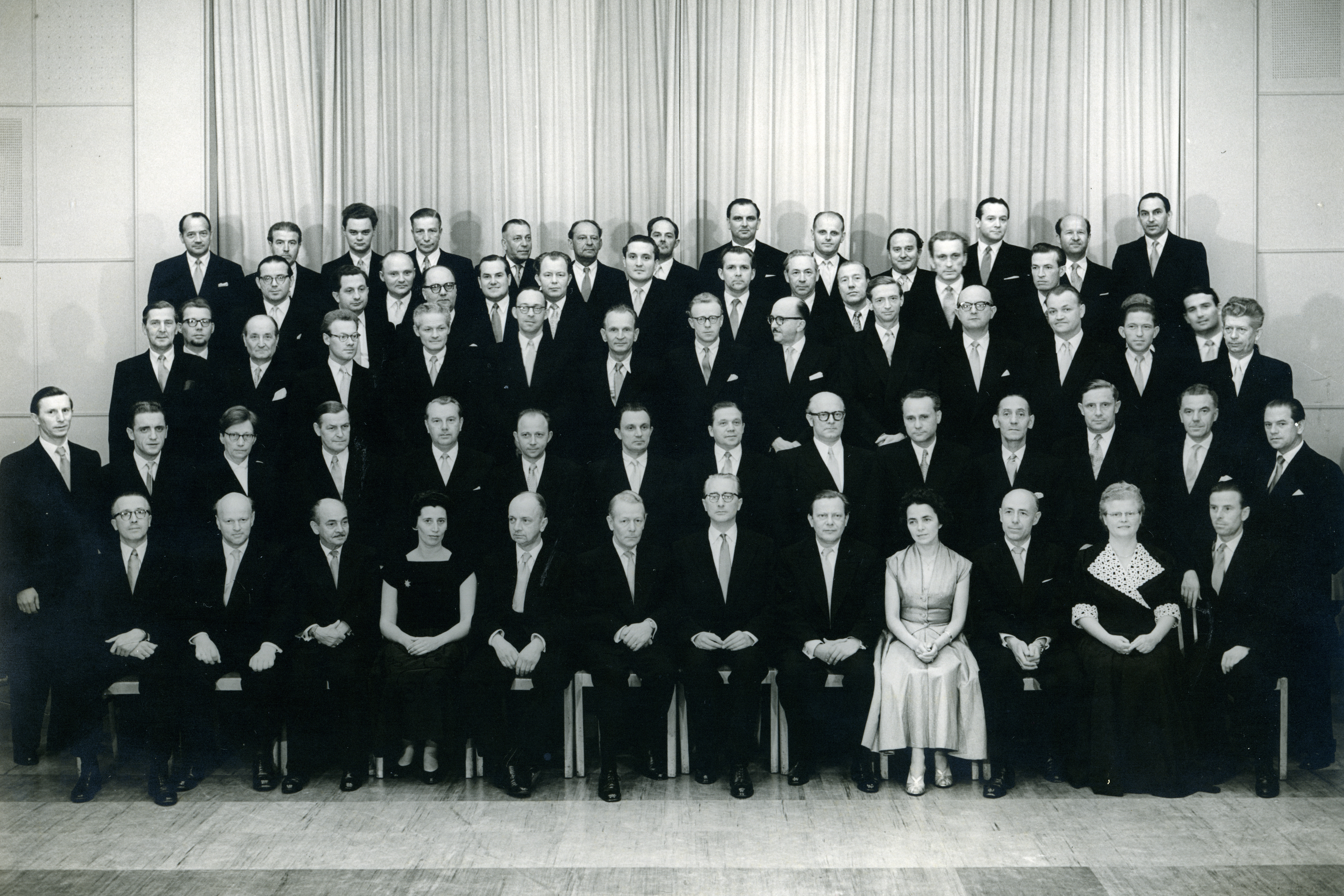
Rundfunkorchester Hamburg 1956

In den Jahren 1945 und 1946 entstanden auf diese Weise zwei neue Klangkörper: Das Symphonie-Orchester des NWDR, später auch NDR-Sinfonieorchester Hamburg, mit seinem Dirigenten Hans Schmidt-Isserstedt sowie als zweites symphonisches Orchester das Rundfunkorchester Hamburg unter Walter Martin mit 70 Mitgliedern zur Pflege der gehobenen Literatur der Unterhaltungsmusik, aber auch Oper und zeitgenössischer Musik. Für die Sparte Operette war der Dirigent Wilhelm Stephan zuständig. Ab 1948 wurde das Rundfunkorchester Hamburg von Walter Martin und Wilhelm Stephan als ständig leitenden Dirigenten geführt. Unter Stephans musikalischer Leitung entstanden mit dem Hamburger Rundfunkorchester als Klangkörper Anfang der 1950er Jahre für den Rundfunk zahlreiche Gesamtaufnahmen von Operetten, die mittlerweile auch bei verschiedenen Labels auf CD veröffentlicht wurden.
Aus Mitgliedern des Orchesters des Reichssenders Hamburg und der Tanzkapelle Jan Hoffmann wurde ab 1945 zeitweise „Das Große Unterhaltungsorchester des NWDR“ mit über 100 Mitgliedern, das ab September 1948 als „Rundfunkorchester des NWDR Hamburg“ firmierte, dirigiert von Werner Schmidt-Boelcke und Willy Steiner, der auch das Radio-Tanzorchester Hamburg leitete, zusammengestellt.
Der Dirigent Walter Martin, der dem Sender bereits seit 1945 angehörte, leitete das Hamburger Rundfunkorchester bis zu seinem Tod 1964. Nach Martins Tod Anfang 1964 wurde das Orchester aufgelöst, bzw. in das bereits seit 1950 bestehende, von Willy Steiner geleitete Rundfunkorchester des NDR Hannover integriert.